# Дюссельдорф-Бильк
Бильк (нем. Bilk) один из 50 районов Дюссельдорфа, расположенный в 3-м юго-западном округе города на берегу Рейна. Соседние районы: Флее (Flehe), Верстен (Wersten), Обербильк (Oberbilk), Фридрихштадт (Friedrichstadt), Унтербильк (Unterbilk), Хамм (Hamm) и Фольмерсверт (Volmerswerth). В Бильке расположен административный центр городского округа номер 03. По количеству жителей Бильк относится к числу наиболее крупных районов города.

## Общая характеристика
Располагаясь в непосредственной близости от административного центра Дюссельдорфа, Бильк играет важную городообразующую роль, являясь одним из региональных центров столичной агломерации. Через район пролегает важная транспортная железнодорожная электрифицированная многоколейная магистраль, соединяющая столицу с западными городами земли СРВ (Нойс, Мёнхенгладбах, Крефельд) и Нидерландами (Венло).
Большая часть района Бильк занята среднеэтажными плотными городскими кварталами с явно недостаточными территориями зелёных насаждений. Исключением является крайний юго-запад, отведенный под крупное городское кладбище "Южное" (Südfriedhof). Особо нужно отметить юго-восточную территорию района, на которой располагается крупный университетский городок, с кварталами университетских клиник, распланированный как зелёная зона, включающий в себя ботанический сад университета им. Генриха Гейне.
Первое письменное свидетельство о существовании поселения на месте современного района Бильк относится к 14 февраля 799 года. На этом месте сейчас находится  католическая церковь св. Мартина Турского. Здесь же, рядом с церковью, в 1843 году была основана астрономическая обсерватория, сделавшая крупный вклад в науку, обнаружив и описав 24 астероида, известных ныне как  "24 Дюссельдорфские планеты". Обсерватория была разрушена во время бомбардировки 1943 года.

## Магистрали и линии общественного транспорта
- Автобан: А46
- Дороги земельного значения: 1, 8, 326
- Электропоезда: S 1, S 6, S 8, S 11, S 28, S 68
- Трамвайные линии: 701, 704, 706, 707, 709, 712, 713
- Скоростной автобус: SB 50
- Автобусные маршруты: 723, 725, 726, 735, 780, 782, 785, 827, 835, 836, 893
- Ночные автобусные экспрессы: NE 5, NE 6, NE 7, NE 8, 805, 806, 809

## Туризм
Бильк располагает развитой сетью пешеходных и велосипедных туристских маршрутов, главные из которых проложены по зелёным территориям, вдоль речки Дюссель и вдоль "Южного кольца" (Südring) в сторону Рейна и Нойса. Для оздоровительных целей служит внутригородской велосипедный маршрут "Тур Д1" "От Билька до Бенрата".

## Достопримечательности
- Фонтан Альберта Морена

## Фотоизображения

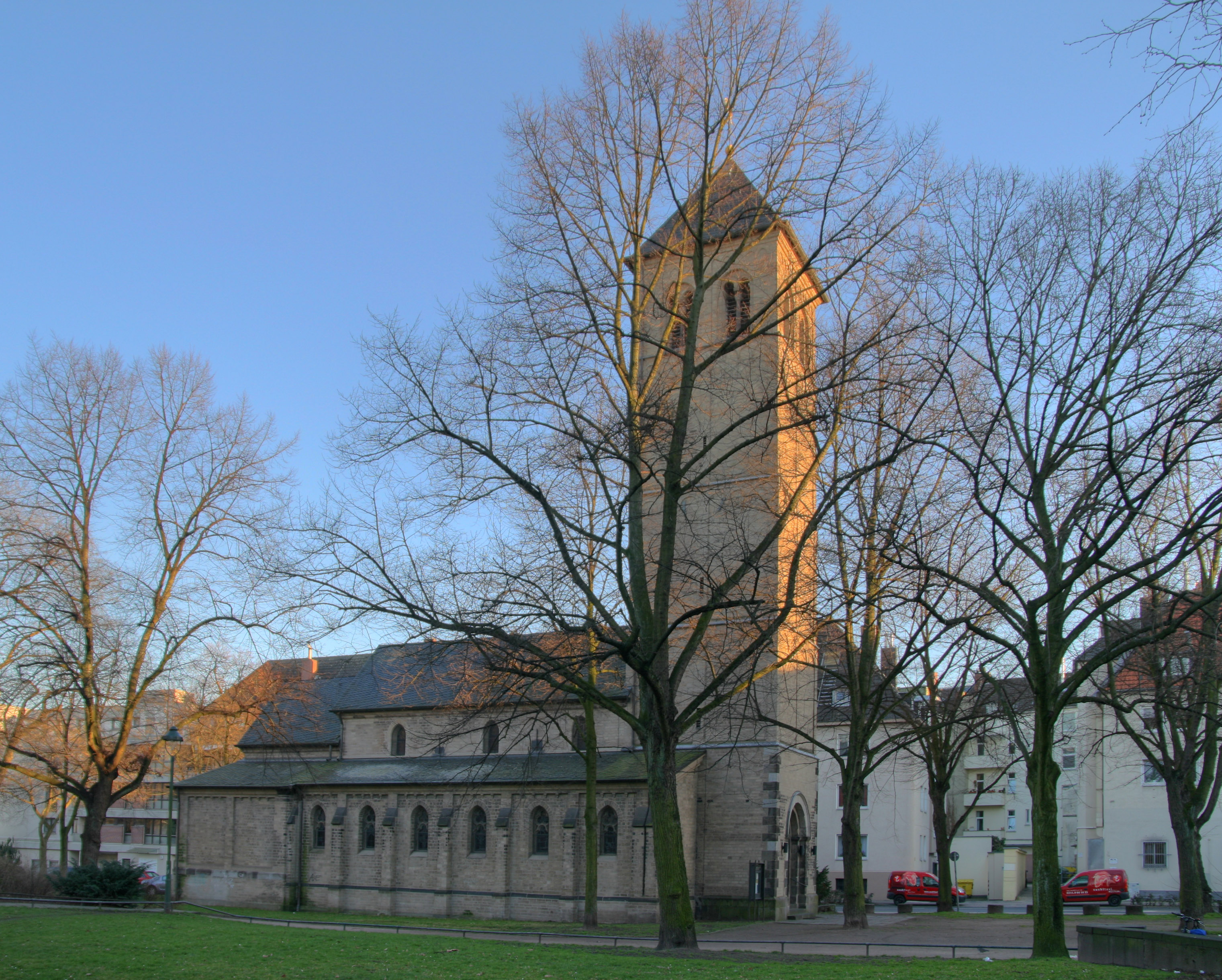
Церковь св. Мартина
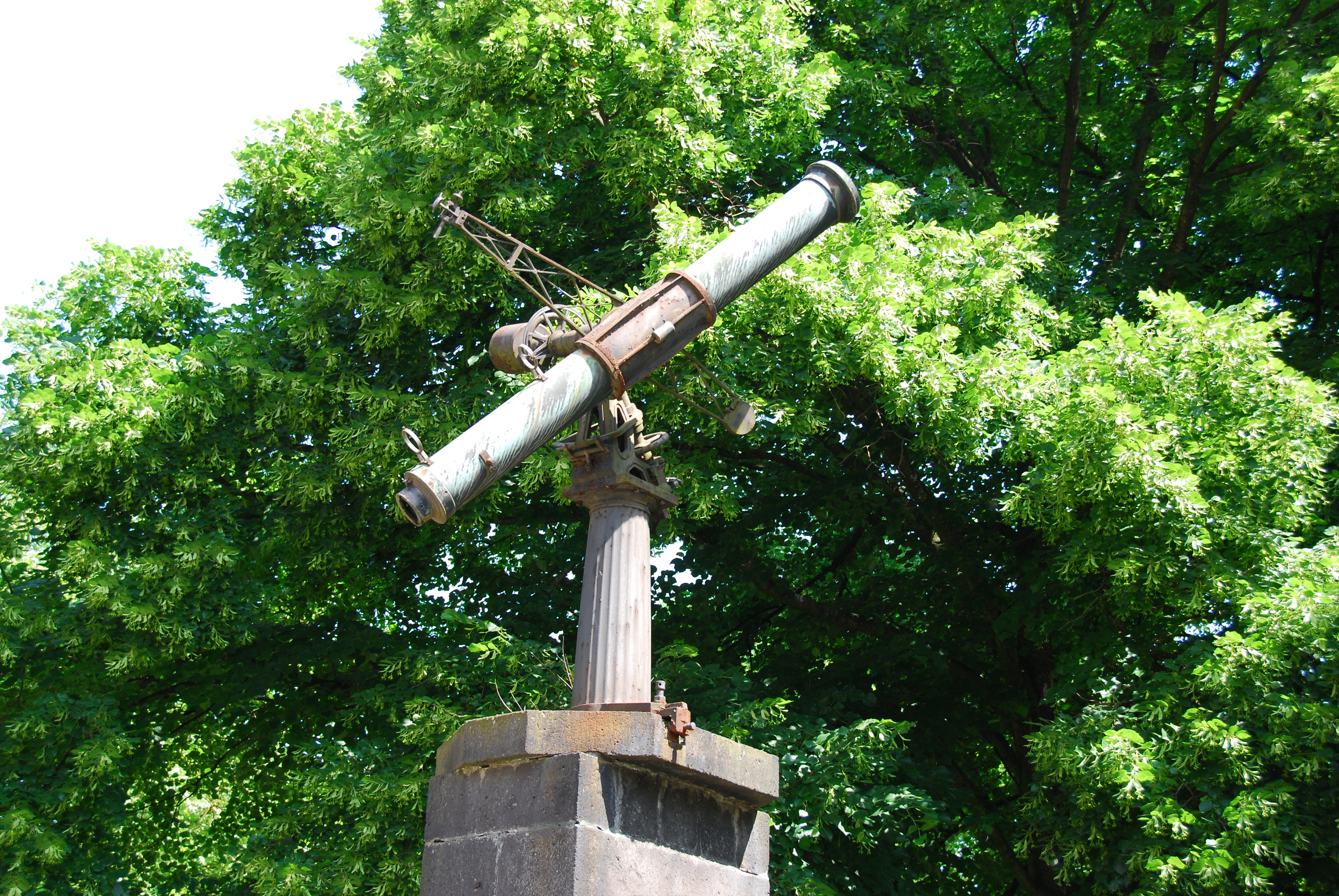
Память об астрообсерватории
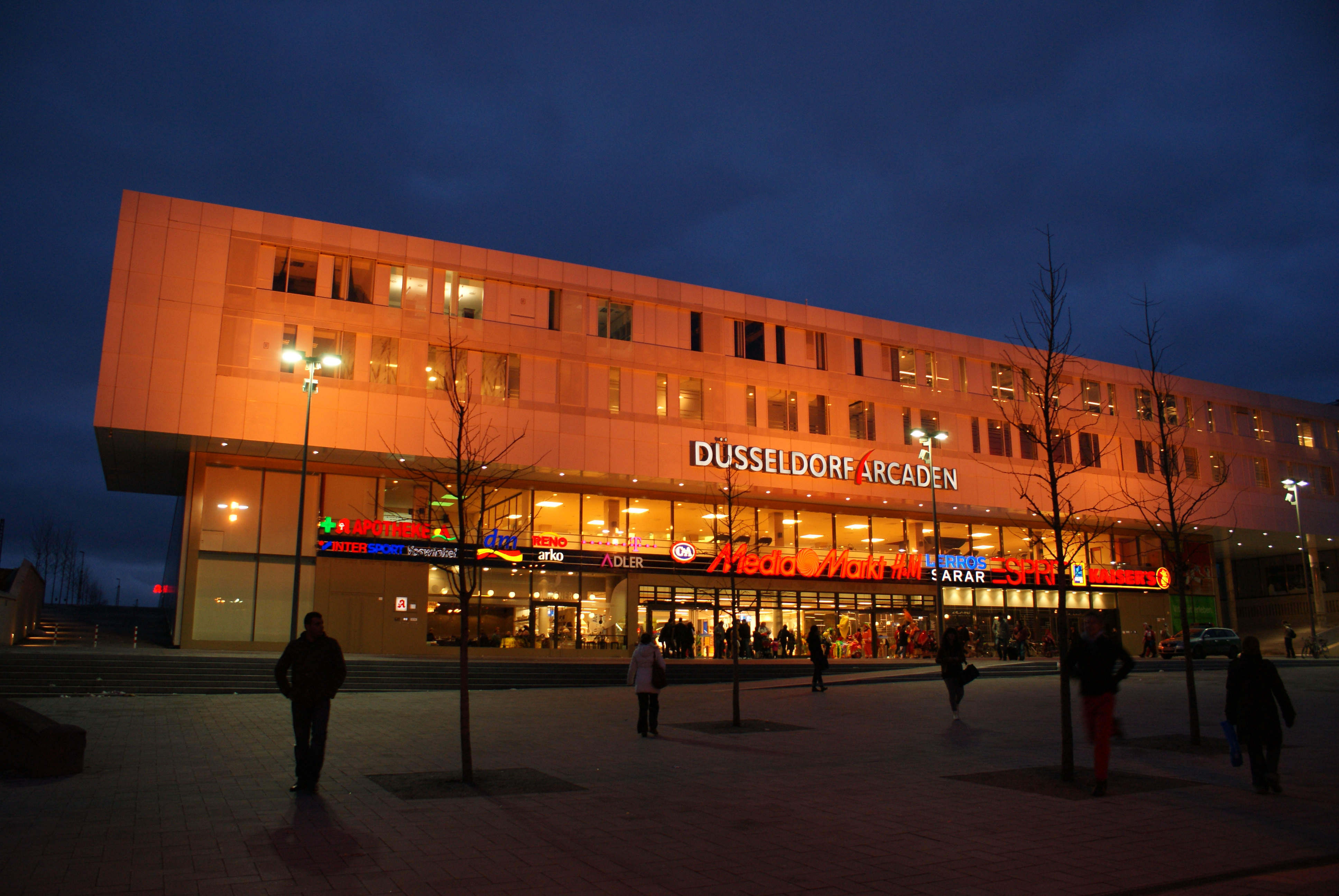
Торгово-коммерческий центр
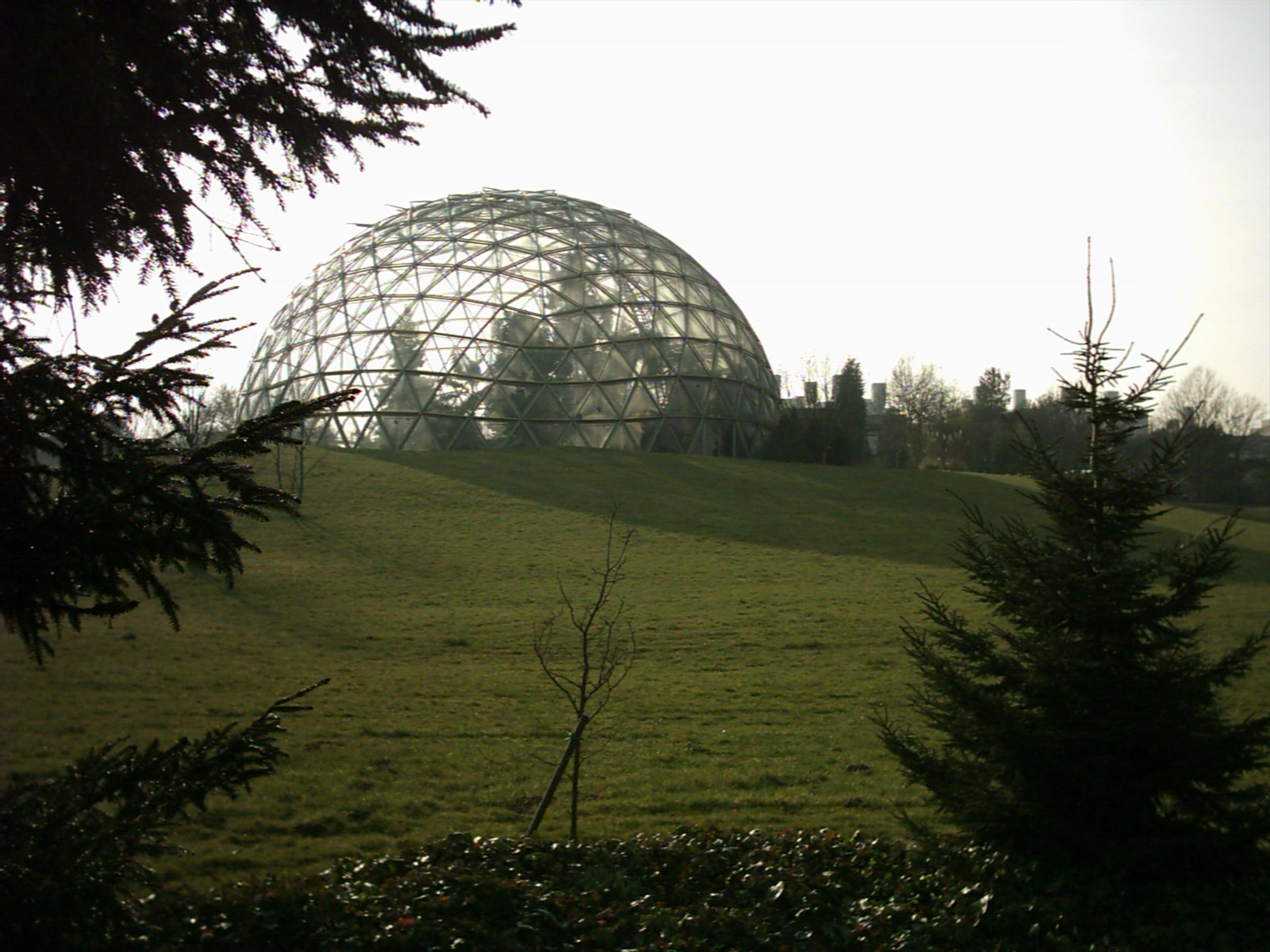
Ботанический сад университета